# Habenaria holotricha
Habenaria holotricha är en orkidéart som beskrevs av François Gagnepain. Habenaria holotricha ingår i släktet Habenaria och familjen orkidéer. Inga underarter finns listade i Catalogue of Life.